# Autographa bractea
Autographa bractea là một loài bướm đêm trong họ Noctuidae.

## Hình ảnh

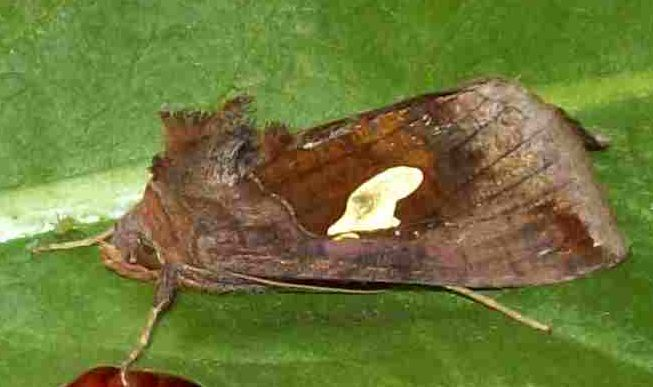
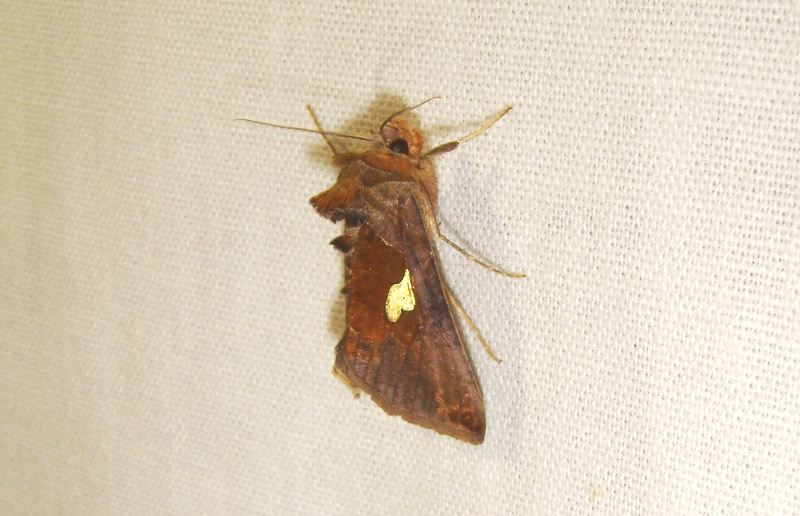
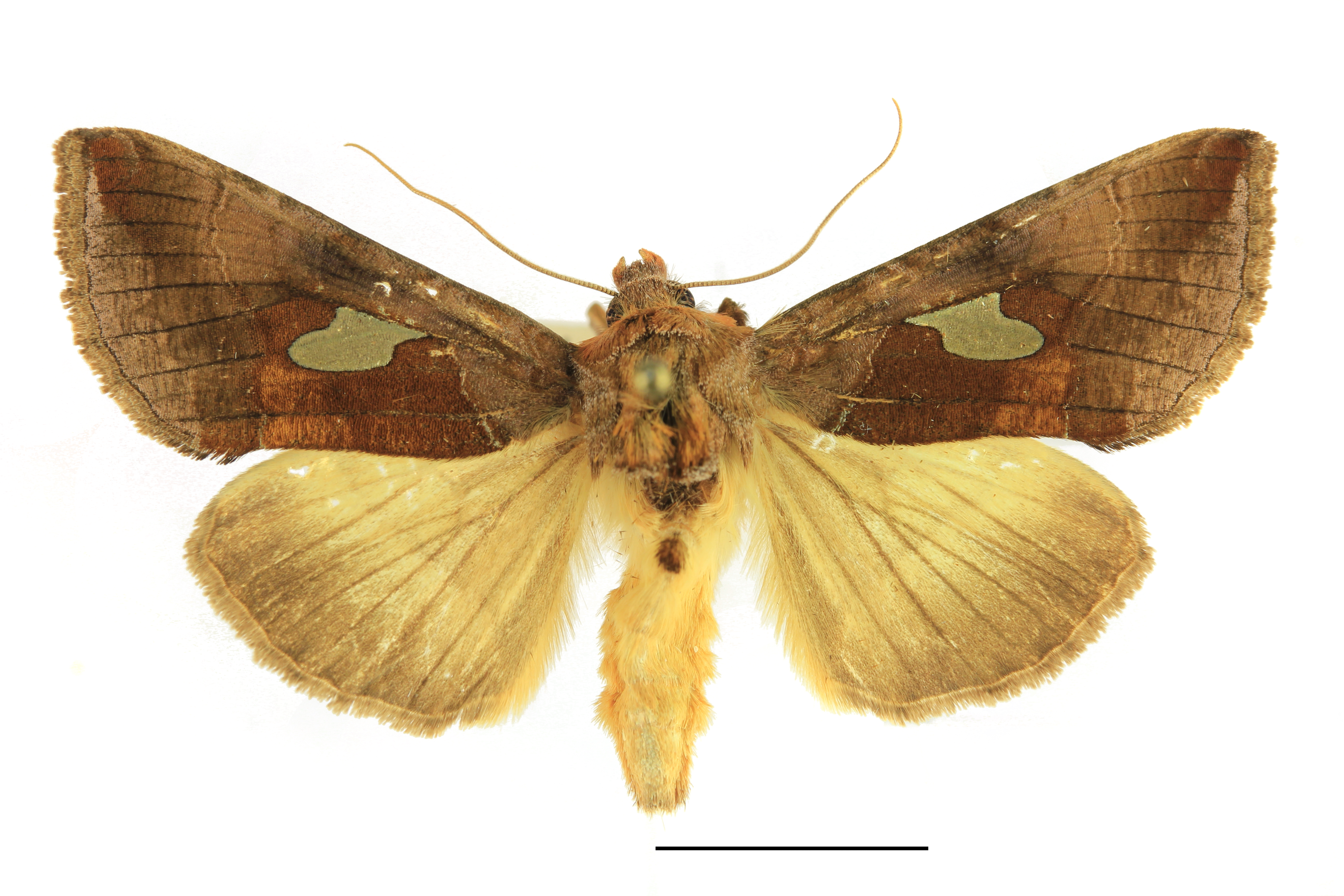
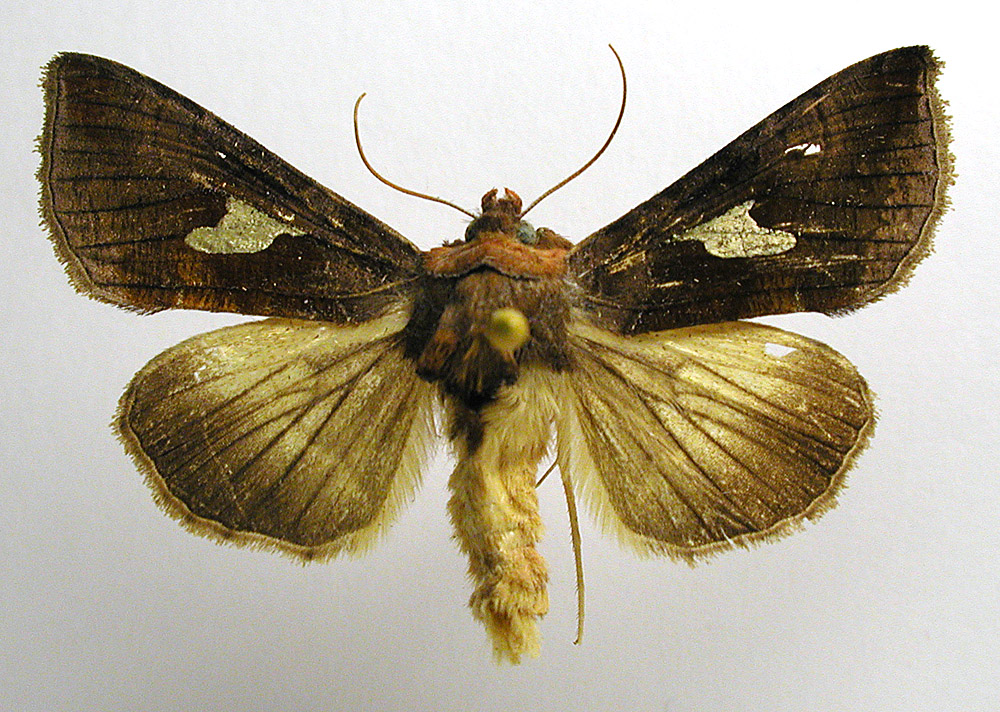